# Liste der Museen in Bochum
Die Liste der Museen in Bochum beschreibt die Museen in Bochum, die unter anderem Kunst, Industriegeschichte und Heimatgeschichte zum Gegenstand haben.

## Liste der Museen
| Bezeichnung                                             | Ortsteil                          | Beschreibung | Bild |
| ------------------------------------------------------- | --------------------------------- | --- | ---- |
| Deutsches Bergbau-Museum                                | Innenstadt                        | Das Museum wurde 1930 gegründet. Das Fördergerüst der Zeche Germania wurde 1974 aufgebaut. Es ist, wie das Museum, von dem Architekten Fritz Schupp. Die übertägige Ausstellungen hat eine Fläche von etwa 12.000 m². Das originalgetreues Anschauungsbergwerk unterhalb des Museumsgeländes ist ein Schaubergwerk, welches 1937 gebaut wurde. Es hat eine öffentlich zugängliche Streckenlänge von 1,2 km. Der Förderturm dient als Aussichtsplattform. Stand Oktober 2024 befindet sich das Gerüst in einer Renovierung und ist bedeckt und nicht befahrbar. |      |
| Kunstmuseum Bochum                                      | Innenstadt                        | Das Kunstmuseum Bochum ist ein Kunstmuseum im Stadtparkviertel von Bochum. Das Museum liegt am Stadtpark Bochum in dem einige Kunstwerke im öffentlichen Raum stehen. Seit 2020 kann im Altbau die eigene Sammlung des Museums besichtigt werden. Das Museum ist Nachfolger der Städtischen Gemäldegalerie. Es wurde 1960 in der Villa Marckhoff-Rosenstein eröffnet. 1983 kam der Neubau der dänischen Architekten Jørgen Bo und Vilhelm Wohlert dazu. |      |
| Eisenbahnmuseum Bochum                                  | Dahlhausen                        | Das Museum wird von der Deutschen Gesellschaft für Eisenbahngeschichte e. V. betrieben. Es ist mit einem Areal von etwa 46.000 m² das größte private Eisenbahnmuseum Deutschlands. Mittelpunkt des Museums bilden der 14-ständige Lokomotivschuppen mit 20-Meter-Drehscheibe, Wasserturm, Werkstätten und Lokomotivbehandlungsanlagen wie Bekohlungsanlage, Wasserkran und Sandturm. Die gesamte Anlage des ehemaligen Bahnbetriebswerkes steht unter Denkmalschutz. Das 1916 bis 1918 erbauten und 1969 stillgelegten Bahnbetriebswerkes in Dahlhausen wurde 1977 in dein Museum umgewandelt. |      |
| Zeche Hannover                                          | Hordel                            | Die Zeche Hannover war ein Steinkohlen-Bergwerk. Von der ehemaligen Zeche sind der Malakow-Turm des Schacht I, das Maschinenhaus und eine kleine Arbeitersiedlung in der Nähe erhalten. In dem Turm ist eine Dampfmaschine mit Treibscheibenförderung von 1893. Sie ist die älteste am Originalstandort erhaltene Dampfmaschine des Steinkohlenbergbaus im Ruhrgebiet. Auf dem Museumsgelände gibt es das Kinderbergwerk „Zeche Knirps“. In Teamarbeit lernen Kindergruppen hier, wie ein Bergwerk funktioniert. Das Museum gehört zu den acht LWL-Museen für Industriekultur des Landschaftsverbandes Westfalen-Lippe. |      |
| Kunstsammlungen und Antikenmuseum der Ruhr-Universität  | Querenburg                        | Die Kunstsammlungen befinden sich in den unteren Stockwerken der Zentralbibliothek der Ruhr-Universität. Die Sammlung besteht aus drei Bereichen: Der Antikensammlung, Münzsammlung sowie der Sammlung Moderner Kunst, vor allem mit Beständen von Kunst des 20. Jahrhunderts, von Künstlern wie zum Beispiel Josef Albers, Alberto Giacometti, Joseph Beuys, Anthony Caro, Lucio Fontana, Günter Fruhtrunk, Gotthard Graubner, François Morellet, Arnulf Rainer, Emil Schumacher, Richard Serra, Frank Stella, Cy Twombly, Günther Uecker, Christian Boltanski, Donald Judd, Gerhard Richter, Sean Scully und James Turrell. Die Situation Kunst in Weitmar wurde der Sammlung 1991 angegliedert, und mit ihr 2015 das Museum unter Tage.                                  |      |
| Telefonmuseum Bochum                                    | Innenstadt                        | Das Telefonmuseum wird von dem 1996 gegründeten Förderverein Telekom-Historik Bochum e. V. getragen und befindet sich auf dem Gelände der Deutschen Telekom, auf dem sich auch der Fernmeldeturm Bochum befindet. Das Museum veranschaulicht den Beginn der Telekommunikation, zeigt historische Telefone, Fernschreiber, Telefonanlagen, einschlägige Werkzeuge und Messgeräte, sowie eine komplette Vermittlungsstelle mit Komponenten aus den Jahren 1922 bis 1955. |      |
| Situation Kunst                                         | Weitmar                           | Die Situation Kunst (für Max Imdahl) ist ein Kunstmuseum im Park von Haus Weitmar im Bochumer Stadtteil Weitmar mit einer Dauerausstellung bedeutender Werke der Gegenwartskunst. Das Gebäudeensemble ist so konzipiert, dass sich Kunst, Architektur und Natur dialogisch aufeinander beziehen. |      |
| Museum unter Tage                                       | Weitmar                           | Das Museum unter Tage (MuT) ist ein Kunstmuseum im Park von Haus Weitmar im Bochumer Stadtteil Weitmar. Das Gebäudeensemble ist so konzipiert, dass sich Kunst, Architektur und Natur dialogisch aufeinander beziehen. Es wurde als Erweiterung der Situation Kunst konzipiert. Neben einer Fläche für Wechselausstellungen gibt es dort die Dauerausstellung Weltsichten – Landschaft in der Kunst seit sechs Jahrhunderten. Diese Ausstellung umfasst etwa 350 Werke der Landschaftskunst vom 15. Jahrhundert bis zur Gegenwart. Die Sammlung reicht von traditionellen Ölgemälden bis hin zu modernen Video-Sound-Installationen. Diese Werke bieten einen umfassenden Überblick über die Entwicklung der Landschaftsmalerei und -darstellung im Laufe der Jahrhunderte. |      |
| Medizinhistorische Sammlung der Ruhr-Universität Bochum | Wiemelhausen                      | Die Medizinhistorische Sammlung der Ruhr-Universität Bochum ist eine Sammlung von mehr als 10.000 Instrumenten und Großgeräten aus allen Fachbereichen der Medizin. Sie ist in einem alten Malakowturm der ehemaligen Zeche Julius-Philipp aus dem Jahre 1877 untergebracht. Träger ist das Institut für Medizinische Ethik und Geschichte der Medizin an der Ruhr-Universität Bochum. |      |
| Heimatmuseum Helfs Hof                                  | Sevinghausen                      | Der Helfs Hof ist ein altes Bauerngut, das heute als Wattenscheider Heimatmuseum genutzt wird. Das Museum beherbergt eine Ausstellung bäuerlicher Gebrauchsgegenstände aus verschiedenen Jahrhunderten und eine Sammlung zur Wattenscheider Geschichte. Es wird von der Stadt Bochum betrieben und fachlich vom Heimat- und Bürgerverein Wattenscheid betreut. |      |
| Heimatstube Langendreer                                 | Langendreer                       | Im Untergeschoss des Amtshauses in Langendreer. Die Sammlung umfasst Fotos, Dokumente, Fahnen, Uniformen und weiteren Exponate über die historische Entwicklung des Stadtteils. |      |
| Thorpe Heimatmuseum                                     | Eppendorf                         | Ausgestellt werden insbesondere bäuerliche Geräte. In den Gebäuden werden häusliche Einrichtungen gezeigt, darunter Schlafzimmer, Näh- und Bügelzimmer, Wirtschaftsküche, Mägdekammer, Knechtekammer und weitere. Träger ist der Eppendorfer Heimatverein. Der Hof und die Museumsscheune werden auch als Veranstaltungsorte genutzt. Es finden hier Veranstaltungen wie Osterfeuer oder Schlachtungen statt. |      |
| Stadtarchiv – Bochumer Zentrum für Stadtgeschichte      | Innenstadt                        | Das Bochumer Zentrum für Stadtgeschichte übernimmt die Funktionen des kommunalen Archivs und historischen Museums von Bochum. |      |
| Kulturhistorische Museum Haus Kemnade                   | Hattingen, Stadtteil Blankenstein | In dem Gebäude befinden sich mehrere große und kleine Sammlungen: - Musikinstrumentensammlung Grumbt, laut Eigenaussage die größte ihrer Art in NRW - Stohlmann Stiftung, Musikinstrumente der Kulturen der Welt - Klarinetten-Sammlung Johan van Kalker, 55 Klarinetten von 1800 bis Mitte des 20. Jahrhunderts - Sammlung Stanz, 28 Gitarren dokumentieren die ganze Entwicklungsgeschichte des Instruments - Miniaturportaits Sammlung Inge C. Rudowski, mit mehr als 300 Miniaturportraits - Ostasiatische Sammlung Erich, mit vielen japanischen Netsuke Obwohl es auf Hattinger Stadtgebiet ist, befindet es sich, aus historischen Gründen, in Besitz der Stadt Bochum.                                                                                              |      |
| Schatzkammer Kemnade                                    | Hattingen, Stadtteil Blankenstein | Geldhistorische Sammlung der Sparkasse Bochum mit vielen Exponaten rund um Finanzen, darunter das älteste Sparschein Deutschlands. Die Schatzkammer Kemnade war seit dem Hochwasser der Ruhr im Jahr 2021 geschlossen, wurde aber Januar 2025 wieder eröffnet. |      |
| Bauernhausmuseum der Stadt Bochum                       | Hattingen, Stadtteil Blankenstein | Das Bauernhausmuseum der Stadt Bochum befindet sich neben der Wasserburg Haus Kemnade. Zu den Exponaten zählen bäuerliche Geräte, Möbel des 16. und 18. Jahrhunderts aus Westfalen und dem Bergischen Land. Ferner haben Imker hier ein Bienenmuseum eingerichtet. In der Außenanlage befindet sich ein Bauern- und Kräutergarten. Obwohl es auf Hattinger Stadtgebiet ist, befindet es sich, aus historischen Gründen, in Besitz der Stadt Bochum. |      |
| Bochumer Krippenmuseum                                  | Dahlhausen                        | Das Museum ist (oder war) ein Museum für Weihnachtskrippen im Bochumer Stadtteil Dahlhausen. Träger des Krippenmuseums sind Manfred und Rosemarie Lipienski und der Bochumer Krippenverein. Das Museum verfügt über 240 verschiedene Krippendarstellungen aus über 55 Ländern. Die Homepage ist zur Zeit offline. |      |
| Puzzleum                                                | Gerthe                            | Das Puzzleum ist ein Museum für Geduldspiele im Bochumer Stadtteil Gerthe. Es besteht seit 1999. Es befindet sich im Foyer des Theaters Zauberkasten und hat mehr als 1000 Exponate. |      |
| Neidenburger Heimatstube                                | Werne                             | Der Gegenstand der Ausstellung ist die Geschichte des ostpreußischen Kreises Neidenburg. Der Kreis war der südlichsten Kreis in Ostpreußen. Die Exponate befinden sich in vier Räumen. Erinnert wird an im Kreis Neidenburg geborene Persönlichkeiten wie den Historiker Ferdinand Gregorovius, den Komponisten Walter Kollo, den Eisenbahnbau-Unternehmer Bethel Henry Strousberg und den Maler Robert Budzinski. Die Fotosammlung umfasst etwa 3000 Darstellungen. |      |

## Liste der ehemaligen Museen
| Bezeichnung              | Ortsteil   | Beschreibung | Bild |
| ------------------------ | ---------- | --- | ---- |
| Heimatmuseum Bochum      | Ehrenfeld  | Das Heimatmuseum der Stadt Bochum wurde 1919 in dem ehemaligen Adelssitz Haus Rechen eröffnet. Im Zweiten Weltkrieg wurde Haus Rechen zerstört. An der Stelle befinden sich heute die Bochumer Kammerspiele. |      |
| Heimatstube, Kortumstube | Ehrenfeld  | Die nach dem Zweiten Weltkrieg verbliebene Sammlung des Heimatmuseum kam 1960 in die Verantwortung der 1921 gegründeten Städtischen Kunstgalerie, die sie in den 1960er und 1970er auf Haus Kemnade ausstellte. |      |
| Schulmuseum Bochum       | Riemke     | Das Schulmuseum Bochum war ein von 1989 bis 2015 existierendes Schulmuseum in Bochum. Nach einer Neukonzipierung des einstigen Heimat- und Naturkunde-Museums Wanne-Eickel, jetzt Heimatmuseum Unser Fritz, in der Nachbarstadt Herne wurde dort das „Klassenzimmer anno1900“ einschließlich vieler damaliger Lehr- und Lernmittel untergebracht. |      |
| Brauereimuseum Fiege     | Innenstadt | Das Museum wird nicht mehr auf der Homepage der Brauerei erwähnt. |      |